# Språk i Frankrike
Franska är Frankrikes officiella språk, som 94 % av befolkningen har som modersmål. I Frankrike talas också ett antal regionala språk och invandrarspråk (se listorna nedan). Ibland kan det vara svårt att avgöra huruvida ett språk tillhörande Langue d'oïl är ett eget språk eller en dialekt av franska språket och om språk tillhörande Langue d'oc är egna språk eller dialekter av occitanska. Detsamma gäller även för korsikanskan, italienskan, elsassiskan, pfalztyskan, flamländskan och nederländskan.

## Större språk
Efter franska kommer arabiska, som 3,5 % av befolkningen talar.
Engelska är vanligtvis första främmande språk som inte är obligatoriskt men över 90 procent av eleverna väljer engelska. Som tredje språk läser de flesta eleverna spanska (73,5 % år 2015), tyska (14,6 %) eller italienska (5,2 %).

Karta över Frankrikes regionala språk och dialekter

### Lista på språk
Lista över Frankrikes språk:
- Isolerat språk:
  - Baskiska
- Keltiska språk: 
  - Bretonska
- Germanska språk: 
  - Elsassiska
  - Flamländska
  - Frankiska
- Romanska språk: 
  - Katalanska
  - Korsikanska (Corsu)
  - Francoprovençalska
    - Bressan
    - Dauphinois
    - Forèzien
    - Jurassien
    - Lyonnais
    - Savoyard

  - Langue d'oc (occitanska): 
    - Alpinsk Provençalska
    - Auvergnat
    - Gasconska (se Aranesiska)
      - Ariégeois
      - Béarnais
      - Landais

    - Languedocien
    - Limousin
    - Nissart (Niçois eller Nissart)
    - Provençalska

  - Langue d'oïl: 
    - Franska
    - Bourguignon-Morvandiau
    - Champenois
    - Franc-Comtois
    - Gallo
    - Lorrain
    - Normandiska
    - Pikardiska
    - Poitevin-Saintongeais
    - Vallonska

Invandrarspråk:
- Arabiska, algerisk (1 350 00), marockansk (1 140 000), tunisisk (447 000)
- Armeniska (70 000)
- Turkiska (444 000)
- Bambara
- Berberspråk, Tamazight (150 000)
- Kabyliska (537 000)
- Wolof (35 000)
- Lao
- Mandarin (Kinesiska)
- Miao (10 000)
- Portugisiska
- Romani, balkan (10 500), turkisk-grekisk (10 000)
- Vietnamesiska (10 000)
- Malajo-polynesiska (1 000)
- Khmer (50 000)
- Jiddisch
- Persiska (40 000)
- Kreol, från Små Antillerna (150 000), från Kap Verde (8 000), mauritisk (1 000)